# Chevaliers-dragons de la couronne
Die Chevaliers-dragons de la couronne (später „Chevaliers de la couronne“) waren eine Kavallerieeinheit der Armee der Emigranten während der französischen Konterrevolution. Sie bestand von 1791 bis 1795.

## Geschichte

### Aufstellung
Aufgestellt wurde die Einheit am 19. November 1791 in Worms durch den Comte de Bussy (wohl: Antoine-François-Aimé de Mignot, comte de Bussy; * 10. September 1755 Lancié-en-Mâconnais; emigriert nach Österreich), einem emigrierten Adeligen aus Burgund, der dafür eine ziemlich beträchtliche Summe an Geld zur Verfügung stellte. Sie wurde der Armee der Emigranten zugeteilt.
Die Truppe sollte aus 300 Adeligen oder aus jungen Männern guter Familien bestehen. Sie sollten Kern der Armee sein, den der Prince de Condè aufzustellen beschlossen hatte. Auch der Comte Louis de Frotté und der Prince de Talmont entschieden sich, in das Korps einzutreten. Im Januar 1792 marschierte die Einheit zunächst nach Ettenheim, dann nach Oberkirch (Baden). Die Condé-Armee bestand damals nur aus insgesamt zweitausend Mann.

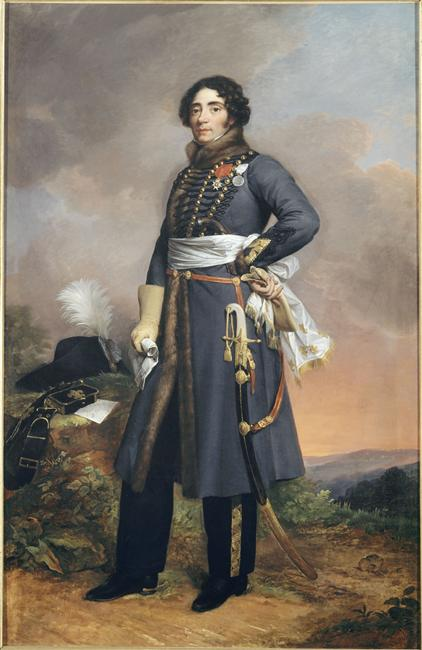
Ende 1791 trat der Comte Louis de Frotté in die Einheit „Chevaliers-dragons de la couronne“ ein.

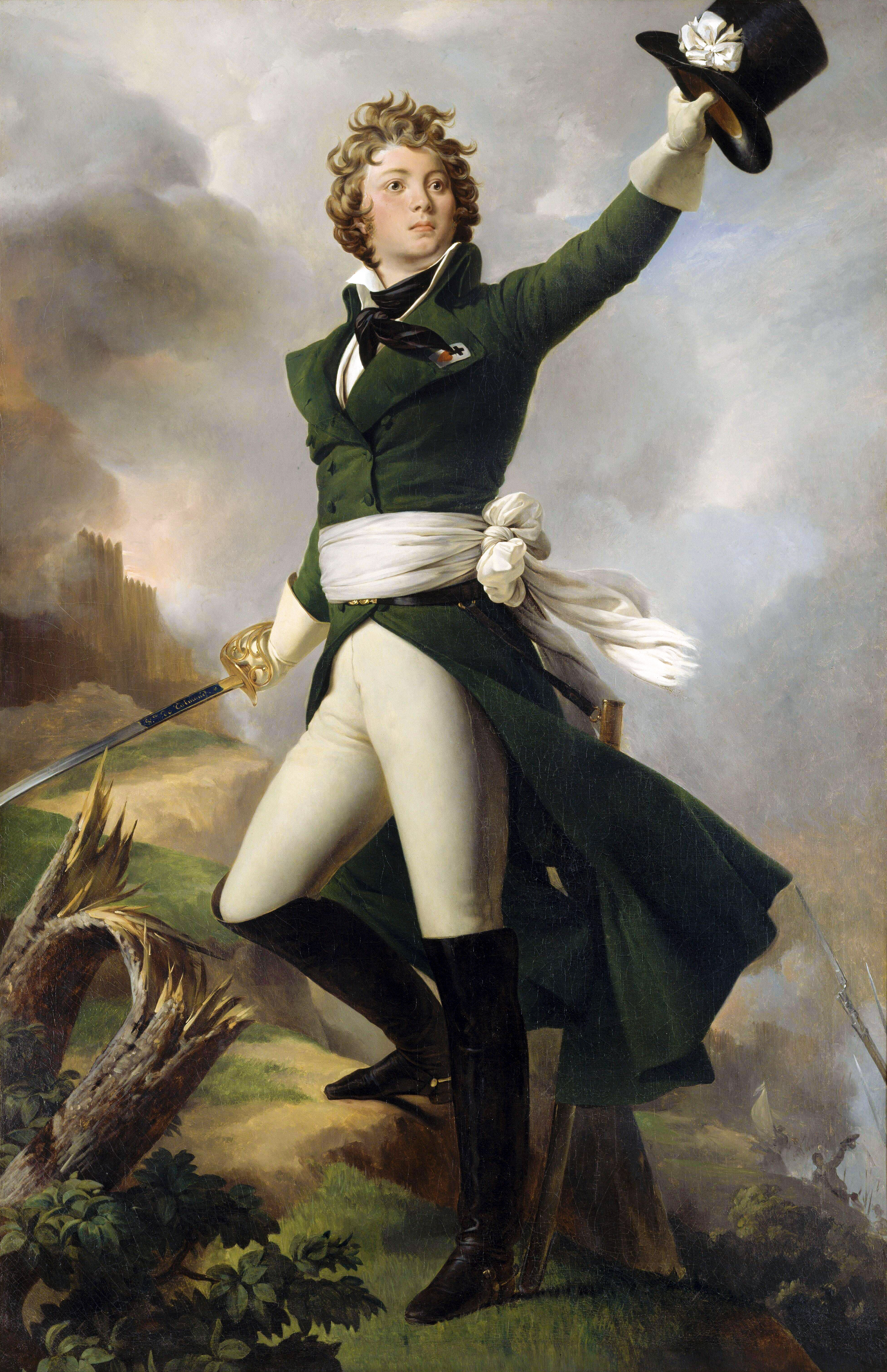
Antoine-Philippe de La Trémoille machte als Aide de camp des Comte d’Artois einen ersten Feldzug der „Chevaliers-dragons de la couronne“ mit.

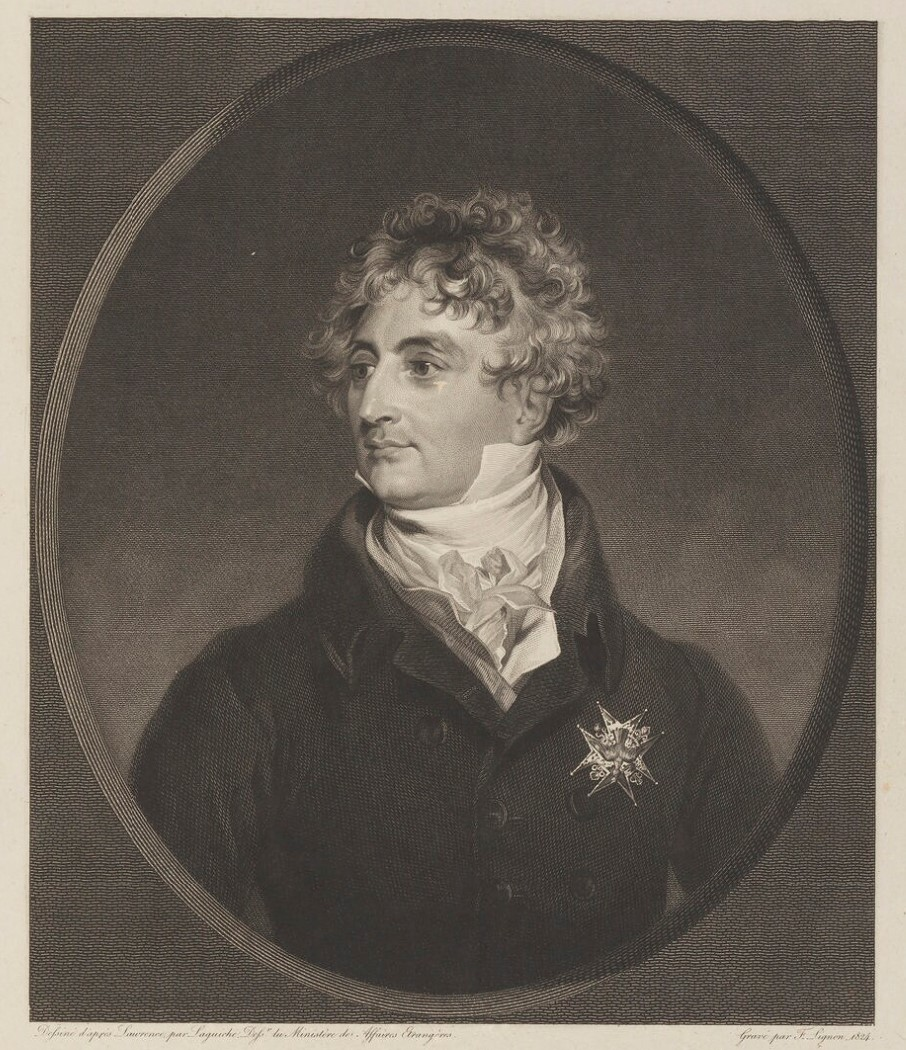
Armand Emmanuel du Plessis, duc de Richelieu, zeitweise Kommandant der „Chevaliers-dragons de la couronne“, nach seinem Rücktritt wurde er durch den Duc François-Henri d’Harcourt ersetzt.

Der König von Preußen Friedrich Wilhelm II. traf sich in Germersheim mit dem Prince de Condé, der vor ihm an der Spitze eines Bataillons von Adeligen, mit einigen andere Corps, wie z. B. die „Chevaliers-dragons de la couronne“ und die Légion noire de Mirabeau Revue passierte.
Der Beginn der Kampagne war vielversprechend. Die Revolutionstruppen von Theobald Dillon wurden aus den Niederlanden vertrieben, Dillon von seinen eigenen Soldaten des Verrats bezichtigt und am 28. April 1792 ermordet. Der Druck der Koalition schien unaufhaltsam.
Louis de Frotté und die „Chevaliers-dragons de la couronne“ waren jedoch verärgert, dass sie nicht bei der Kanonade bei Valmy eingesetzt wurden, und auch über das Verhalten der Verbündeten, die sich (aus ihrer Sicht) grundlos zurückgezogen hatten. Dieser Rückzug durch den Schlamm, die Wasserversorgung aus durch Leichen vergifteten Brunnen und Teichen, und nicht zuletzt die republikanisch-patriotische Einstellung der Bevölkerung im Norden und Osten führten zu einer alptraumhaften Situation. Royalistische Zivilisten, die um ihr Leben fürchteten, verschlimmerten dieses Debakel. Ein Tagesbefehl des Comte d’Artois vom 23. November 1793 löste die Einheiten der Emigranten pro forma auf.

### Im Dienste Österreichs
Nichtsdestoweniger setzten die Truppen von de Condé ihre Kampftätigkeit fort, sie standen jetzt in den Reihen der Österreicher. In der „Ersten Schlacht bei Weißenburg“ 1793 erhielten die Regimenter „Leopold-Toskana Husaren“ und „Chevaliers-dragons de la couronne“ in Sandern den Befehl in die Gegend von Reilsheim zu marschieren. Hier erschien gleichzeitig eine deutsche Brigade, an der Spitze der Duc de Bourbon und der Duc d'Enghien.
Die Unordnung des feindlichen Heeres war diesem Moment so groß, dass seine Kavallerie die Flucht ergriff und dabei auf die eigene Infanterie, die sie für Teile der Emigrantenarmee hielten, schoss.  Das Ergebnis dieses Fehlers war ein beträchtlicher Verlust an Menschen und Pferden. An diesem Tag verloren die Revolutionstruppen ungefähr 2000 Mann. Es wären noch mehr geworden, wenn die beiden konterrevolutionären Avantgarden von Hotzé und Viomesnil sie verfolgt hätten. Die vorhandenen 6000 Emigranten hätten wahrscheinlich 30.000 Republikaner auf die Linien an der Lauter zurückgeworfen. Der Feldmarschall Dagobert Sigmund von Wurmser zögerte jedoch und ordnete an, nicht über die bereits erreichten Positionen hinaus weiter vorzugehen.
Trotz dieses erneuten taktischen Fehlers den Feldmarschall Wurmser beging, wollte Monsieur de Salgues, der eine Kavallerieabteilung befehligte, die aus den Hussards de Salm-Kirburg, dem Ulanen-Regiment von Mirabeau und den „Chevaliers-dragons de la couronne“ bestand, eine von den Republikanern besetzte Schanze einnehmen, was von seiner kleinen Truppe begrüßt wurde. Er teilte sie auf, um an drei Punkten anzugreifen. Monsieur de Salgues übernahm das Kommando über eine dieser Kolonnen, die anderen beiden wurden vom Vicomte de Cluny und Monsieur de Laureau geführt. Diese Truppe bewegte sich in aller Stille, schaltete die ersten beiden Wachen aus und konnte, ohne einen Schuss abzugeben, die von 300 Republikanern besetzte Schanze mit lauten Schlachtrufen „Vive le Roi!“ erobern.
Gleichzeitig erfolgte der Angriff des Generals Puymaigre vom Korps Condé, der sich in dessen rechten Flügel an der Spitze von zwei Gruppen Adeligen und „Chevaliers-dragons de la couronne“ befand, wodurch ein Detachement republikanischer Kavallerie bis zu deren Kanonen unter dem Galgenberg zurückgedrängt wurde.
Die „Chevaliers-dragons de la couronne“ wurden oftmals zur Unterstützung oder gar Rettung anderer Einheiten eingesetzt. Sie unterstützten Carabiniers, die bereits durch republikanisches Artilleriefeuer beschossen und von frischer Kavallerie verfolgt wurden. Die Carabiniers schlossen sich ihnen dann an, und der Colonel-lieutenant, Kommandant dieser Division, kam um ihnen zu danken. Er wandte sich an den Chevalier d’Arbaud, den Aide-major der „Chevaliers-dragons de la couronne“, der mit ebenso viel Geschick wie Mut einen Unteroffizier der Carabiniers gerettet hatte.
Ecquevilly schrieb:.

„Ich habe unter diesen Umständen ein Beispiel für die Wut gesehen, die der Mord an unserer Königin besonders bei den Ungarn ausgelöst hat.“

Der Kampf ging trotz allem weiter. Moreau wurde auf seinem Rückzug nicht von den Österreichern, sondern von der Vorhut der Condé-Armee unter dem Duc d’Enghien verfolgt. Gefechte wurden in Aichach, am 30. September 1793 in Schussenried (300 Tote oder Verwundete) und am 2. Oktober in Biberach ausgetragen, wo Moreau die Kaiserlichen völlig überraschte und sie vertrieb, was diese mehr als 4000 Mann kostete. Dass dieses Debakel keine größere Katastrophe wurde, war der Condé-Armee zu verdanken. Die kleine Condé-Artillerietruppe, die Stabskompanie der Armee und die „Chevaliers-dragons de la couronne“ konnten durch ihr Eingreifen die Situation entschärfen und die Österreicher vor der drohenden Vernichtung bewahren.
Jean Victor Marie Moreau nannte die Angelegenheit am nächsten Tag einen halben Sieg:

« Sans cette poignée d'émigrés, l'armée autrichienne était à moi ! »

„Ohne diese Handvoll Emigranten gehörte die österreichische Armee mir.“

Die Einheit war auch an der Zweiten Schlacht bei Weißenburg beteiligt. Zu diesem Zeitpunkt bestanden die „Chevaliers-dragons de la couronne“ aus 200 oder 300 Männern im Alter von 16 bis 20 Jahren.
Während des Kampfes blieb Frotté den ganzen Tag auf dem Schlachtfeld und zeigt viel Mut und Gelassenheit. Die drei Elitetruppen, die „Chevaliers-dragons de la couronne“ unter dem Kommando von Mandat und du Breuil; die „Grenadiers de Saint-Jean“ unter dem Kommando von Moulin und die Überläufer unter Saint-Louis retteten die letzten Kolonnen, indem sie deren Rückzug deckten.
Im Jahre 1795 wurde dem König (Louis XVIII.) der Befehl zur Entlassung des Korps der „Chevaliers-dragons de la Couronne“ durch den Prinzen de Condé als einzige Möglichkeit vorgeschlagen, die Meinungsverschiedenheiten zwischen dem Monsieur de Bussy, dem Kommandanten dieses Korps, und den Chevaliers aus der Welt zu schaffen, die sehr verärgert erfahren hatten, dass Bussy Verhandlungen mit den Österreichern aufgenommen hatte, um in deren Sold zu treten. Als Folge dieser Entlassung wurde die Einheit noch auf dem Feld sofort als „Chevaliers de la couronne“ erneut aufgestellt. Der Ausbildungsstand war der gleiche wie bei den anderen Kavallerieregimentern, allerdings wurden einige Veränderungen im Offizierskorps vorgenommen.

### Im britischen Dienst
Louis de Frotté stand inzwischen mit dem „Régiment des Chevaliers de la couronne“ unter dem Vicomte de Bussy (wohl Bruder des Comte de Bussy) in Großbritannien und bereitete sich auf die Invasion seiner Heimat vor.
Um seine Hingabe an die Sache der Bourbonen hervorzuheben, erbat er 1794 in London von Monsieur Puisaye, der für die Interessen des Königs in der Bretagne zuständig war, dringend die Genehmigung, durch Frankreich zu reisen, um die Normandie in Aufruhr zu versetzen. Die „Chevaliers de la couronne“ waren eines der vier Korps, die die Katholische und königliche Armee der Normandie (Armée des royalistes de Normandie et de la lisière du Bas-Maine) bilden sollten.
In der Schlacht bei Biberach fanden sich die „Chevaliers de la Couronne“, das Régiment du Dauphin cavalerie und 300 weitere Reiter im Einsatz.
Die deutschen Bauern waren für die de Condé-Armee oftmals gefährlicher als die republikanischen Soldaten. Nicht selten erschlugen sie Soldaten die allein oder in kleinen Gruppen unterwegs waren und plünderten sie aus. Nicht immer war die Schuld für dieses Verhalten bei den Deutschen zu suchen. Ein Grund dafür war das überhebliche Verhalten der adeligen Reiter, die ihre Feudalmanieren nicht abgelegt hatten und hinter jedem Rock her waren. Über ein Mädchen, das von Husaren der Truppe vergewaltigt worden war und das darüber Beschwerde führte, sagte de Condé herablassend donner de l’argent à la coquine (gebt der Schelmin Geld). In einem anderen Fall gerieten Reiter des Regiments, die ein Bauernmädchen bedrängten, in Streit mit dem Vater, der dabei getötet wurde.
Nach dem Ende des Ersten Koalitionskrieges wechselte die Armee von Condé in den Dienst von Zar Paul I. und wurde in Polen stationiert. Sie kämpfte 1799 im Rheinland unter Alexander Wassiljewitsch Suworow. Nachdem Russland 1800 die Zweite Koalition verlassen hatte wechselten die königstreuen wieder zu den Engländern und kämpften in Süddeutschland.
Nachdem sich die Armee von de Condé Armee noch Verdienste in Wissembourg, Haguenau und Bentheim erworben hatte, musste de Condé seine Armee entlassen und zog sich 1800 mit seinem Sohn nach Großbritannien zurück. Über den weiteren Verbleib der „Chevaliers de la couronne“ ist nichts bekannt.